# Песента на Бернадет (филм)
„Песента на Бернадет“ (на английски: The Song of Bernadette) е американски биографичен драматичен филм, излязъл по екраните през 1943 година, режисиран от Хенри Кинг с участието на Дженифър Джоунс в заглавната роля. Сценарият, написан от Джордж Сийтън, е адаптация по новелата на австрийския писател Франц Верфел.

## Сюжет
Произведението представлява разказ за живота на Бернадет Субиру, дъщеря на френски мелничар живяла в средата на 19 век, известна с многобройните си видения на Дева Мария. През 1930-те години, тя е канонизирана за светица от католическата църква.

## В ролите
| Актьор          | Роля                                       |
| --------------- | ------------------------------------------ |
| Дженифър Джоунс | Бернадет Субиру                            |
| Чарлс Бикфорд   | отец Пейрамал                              |
| Гладис Купър    | сестра Мари Терез Вазо                     |
| Ан Ривиър       | Луиз Субиру                                |
| Линда Дарнел    | дамата (Дева Мария)                        |
| Уилям Ийт       | Антоан Никола                              |
| Винсънт Прайс   | прокурор Витал Дютор                       |
| Лий Джей Коб    | д-р Дозо                                   |
| Роман Бонен     | Франсоа Субиру                             |
| Мери Андерсън   | Жана Абади                                 |
| Патриша Морисън | Евгения де Монтихо, императрица на Франция |

## Награди и Номинации
Филмът е сред основните заглавия на 16-ата церемония по връчване на наградите „Оскар“ с номинации за награда в 11 категории, включително за „най-добър филм“. „Песента на Бернадет“ печели четири отличия, в това число Оскар за най-добра женска роля за актрисата Дженифър Джоунс, която получава и награда „Златен глобус“ в същата категория. Със „Златен глобус“ е удостоен и режисьорът Хенри Кинг, както и самото произведение, обявено за най-добър драматичен филм.